# Гонка Катти Сарк и Фермопил
Гонка «Фермопил» и «Катти Сарк» — регата, проходившая в 1872 году между двумя «чайными» клиперами «Катти Сарк» и «Фермопилы».

## История
Клиперы — небольшие судна использовалось для доставки чая, по торговому пути из Китая в Англию, представлявшему собой в то время беспощадную скоростную гонку.
Гонки чайных клиперов проводились с 1859 по 1872 год. Отправной точкой кораблей с новой партией чая на борту начинался в Шанхае. Клиперы финишировали в Лондоне не заходя по дороге в порты. Каждый год в них участвовали с десяток кораблей. Достаточно быстро в Британии начал развиваться тотализатор, получавший ставки на результаты регаты. По популярности эти морские гонки обогнали традиционный для Англии конный спорт. Благодаря быстроходным парусникам люди вмиг могли потерять целые состояния или обогатиться.
В 1872 году клипер «Фермопилы» (англ. «Thermopylae») стал основным соперником «Катти Сарк» (англ. «Cutty Sark») в «чайном соревновании». Во время гонки клиперы на некоторых отрезках пути шли параллельно, опережая друг друга. В случае победы в гонках капитаны и команды получали денежный приз, а сам корабль — «Голубую ленту», вымпел на мачту. «Катти Сарк» — последний из сохранившихся кораблей из серии быстроходных чайных клиперов XIX века.

## Клиперы

### «Катти Сарк»
Название «Cutty Sark» (англ. Короткая рубашка) заимствовано из повести в стихах «Тэм О`Шентер» Роберта Бернса. Клипер был построен в 1869 году в шотландском городе Дамбартон компанией «Scott & Linton». Спроектирован судостроителем Геркулесом Линтоном. У «Катти Сарк» было два основных маршрута: он возил чай из Китая и шерсть из Австралии. Расстояние от китайского порта Фучжоу до Лондона в 19 тысяч миль парусник преодолевал за 107—110 дней. Достижение судна — это рекорд скорости на «шерстяном» пути Сидней — Лондон: 67 дней.
Водоизмещение составляло 2100 тонн, длина восемьдесят пять метров, ширина одиннадцать метров, осадка 6,1 метра. Клипер имел на трёх мачтах 34 паруса общей площадью 3350 м². Максимальная скорость составляла 17-18 узлов, валовая вместительность 963 тонны. Для перевозки чая клиперу требовался экипаж в 28 человек, при перевозке шерсти — 19-20 человек.

### «Фермопилы»
Клипер «Фермопилы» (англ. «Thermopylae») построен на судостроительной верфи в шотландском городе Абердин в 1868 году на верфи «Walter Hood & Co», по проекту британского конструктора Бернарда Веймута.
Вымпел со звездой на красном фоне свидетельствовал о том, что судно было построено по заказу компании White Star Line, которая в свое время была владельцем известного пассажирского «Титаника». «Фермопилы» названный так в честь греческого ущелья Фермопилы.
Вместимость клипера около тысячи тонн, и это, несмотря на длину в 64,7 метра и ширину в одиннадцать метров. Однако продуманная конструкция, позволяла достигать скорости до 18 узлов, что говорило об удачной задумке инженера при проектировании корабля. Английский корабельный историк Кэббл Чаттёртон писал: «Двумя самыми скоростными кораблями из числа когда-либо выстроенных парусников были Фермопил и Сэр Ланселот. Фермопилы по праву считались рекордсменом».
Главная задача инженеров состояла в том, чтобы улучшить скоростные характеристики кораблей.

## Гонка
На протяжении длительного времени между двумя судами существовало соперничество в чайных гонках, в которых чаще побеждали «Фермопилы». Клиперам предстояла гонка до Лондона протяжённостью 12958 морских миль.
Корабли вышли из Шанхая 18 июня. Оба корабля шли в Южно-Китайском море разными курсами. Затем, через 28 дней после выхода в море, корабли встретилась и гонка началась. Ещё через четыре дня после выхода из Шанхая при малом ветре оба судна утратили ход в безветренной полосе Индийского океана, известной как экваториальная штилевая зона. Капитаны кидали монеты в воду по давнему финскому обычаю, «покупая» себе ветер. На 39 день, в конце концов, подул свежий ветер. При такой погоде парусник «Катти Сарк» вышел вперед, проходя в сутки по 300 миль. Через девять недель гонки «Катти Сарк» опережал «Фермопилы» на 400 миль. Во время плаванья в Тихом океане клипер постигла неудача: во время шторма «Катти Сарк» лишился руля. Команде судна пришлось убрать паруса. Капитану Моуди удавалось придерживать заданный курс корабля благодаря специальному плавучему якорю. Состоящий в команде брат владельца судна предложил капитану поставить Катти на ремонт в порт Кейптаун, однако корабельный плотник сумел сделать новый руль. Ремонт руля шёл прямо в море, несмотря на штормовой ветер и большие волны. Чтобы ковать металл на палубе изготовили временную кузницу.
Во время ремонтных работ, из-за интенсивной качки, горн в кузнице перевернулся и сын капитана, находившийся там, получил ожоги. «Фермопилам» удалось избежать больших поломок. Они не знали об аварии на борту «Катти Сарк» и прибыли в Лондон 11 октября. «Катти» пришла в Лондон на неделю позже «Фермопил». Клипер «Ариэль» из неё не вернулся, пропал без вести. Путь из Китая занял у «Катти» 122 дня. Плотник Гендерсон получил премию в пятьдесят фунтов за свой труд. Этот эпизод в истории «Катти Сарк» считался героическим поступком всей команды — вместо того, чтобы отказаться от гонки и встать на ремонт, они продолжали плавание.

### Второй этап гонок
Через 10 лет «Катти Сарк» взял реванш, уверенно обойдя своего старого соперника по пути в Австралию. Транспортировка шерсти из Австралии стала новым этапом соперничества этих клиперов. Маршрут до Австралии проходил вдоль мыса Доброй Надежды через «ревущие сороковые».
6 октября 1885 года «Катти Сарк» первым погрузил шерсть в Сиднее и отплыл на юг. Вскоре «Фермопилы» стали догонять его. Завязалась гонка между двумя «гончими морей». Двигаясь южнее Новой Зеландии парусник «Катти Сарк» чуть было не опрокинулся. Большим испытанием для парусников было обогнуть мыс Горн.
«Катти Сарк» через 23 дня плавания обошёл мыс Горн. Парусник направился в Лондон, покрывая примерно 300 миль в сутки. В итоге парусник «Катти Сарк» установил рекорд скорости на дистанции Сидней — Лондон: 73 дня. Он обошёл «Фермопилы» на неделю.
Гонка 1885 года стала завершающей в соперничестве между знаменитыми парусниками.
Благодаря чайным гонкам, появилась известная морская поговорка: «Нет ничего прекраснее скачущей лошади, танцующей женщины и чайного клипера, идущего под всеми парусами».